# Pugilato ai III Giochi europei
Gli incontri di pugilato ai III Giochi europei sono stati disputati dal 22 giugno al 2 luglio all'Arena Nowy Targ di Nowy Targ. Ogni gara ha assegnato dai 2 ai 4 pass per i Giochi olimpici di Parigi 2024.

## Podi

### Uomini
| Evento       | Oro                   | Argento             | Bronzo                                  |
| Mosca        | Billal Bennama        | Samet Gumus         | Federico Serra Kiaran MacDonald         |
| Piuma        | Javier Ibáñez         | José Quiles         | Nebil Ibrahim Vasile Usturoi            |
| Leggeri      | Sofiane Oumiha        | Lasha Guruli        | Dean Clancy Richard Kovacs              |
| Welter       | Nikolai Terteryan     | Vakhid Abbasov      | Makan-Vie Traoré Tuğrulhan Erdemir      |
| Medi         | Oleksandr Chyžnjak    | Gabrijel Veocic     | Murad Allahverdiyev Salvatore Cavallaro |
| Massimi      | Aziz Abbes Mouhiidine | Jack Marley         | Mateusz Bereznicki Emmanuel Reyes Pla   |
| Supermassimi | Delicious Orie        | Mahammad Abdullayev | Nelvie Tiafack Yordan Hernández         |

### Donne
| Evento  | Oro                | Argento             | Bronzo                                      |
| Mosca   | Buse Naz Çakıroğlu | Wassila Lkhadiri    | Giordana Sorrentino Laura Fuertes Fernandez |
| Bantam  | Stanimira Petrova  | Lenuta Perijoc      | Hatice Akbas Charley-Sian Davison           |
| Piuma   | Amina Zidani       | Svetlana Staneva    | Irma Testa Michaela Walsh                   |
| Leggeri | Kellie Harrington  | Natalia Shadrina    | Gizem Ozer Estelle Mossely                  |
| Welter  | Busenaz Sürmeneli  | Oshin Derieuw       | Anna Hamori Rosie Eccles                    |
| Medi    | Aoife O'Rourke     | Davina-Myrha Michel | Irina Schoenberger Elzbieta Wojcik          |

## Medagliere
| Pos.   | Paese         | Oro | Argento | Bronzo | Totale |
| ------ | ------------- | --- | ------- | ------ | ------ |
| 1      | Francia       | 3   | 2       | 2      | 7      |
| 2      | Turchia       | 2   | 1       | 3      | 6      |
| 3      | Irlanda       | 2   | 1       | 2      | 5      |
| 4      | Bulgaria      | 2   | 1       | 1      | 4      |
| 5      | Italia        | 1   | 0       | 4      | 5      |
| 6      | Gran Bretagna | 1   | 0       | 3      | 4      |
| 7      | Ucraina       | 1   | 0       | 0      | 1      |
| 7      | Danimarca     | 1   | 0       | 0      | 1      |
| 9      | Serbia        | 0   | 2       | 0      | 2      |
| 10     | Spagna        | 0   | 1       | 2      | 3      |
| 11     | Azerbaigian   | 0   | 1       | 1      | 2      |
| 11     | Belgio        | 0   | 1       | 1      | 2      |
| 13     | Romania       | 0   | 1       | 0      | 1      |
| 13     | Croazia       | 0   | 1       | 0      | 1      |
| 13     | Georgia       | 0   | 1       | 0      | 1      |
| 16     | Polonia       | 0   | 0       | 2      | 2      |
| 16     | Germania      | 0   | 0       | 2      | 2      |
| 16     | Ungheria      | 0   | 0       | 2      | 2      |
| 19     | Svezia        | 0   | 0       | 1      | 1      |
| Totale | Totale        | 13  | 13      | 26     | 52     |